# Ennio Peres
Ennio Peres (Milano, 1º dicembre 1945 – Roma, 17 luglio 2022) è stato un enigmista italiano, per il quale la giornalista Sandra Onofri di Noi donne ha ideato nel 1981 la definizione di giocologo.

## Biografia
Nato a Milano, ha vissuto prevalentemente a Roma. Laureato con lode in matematica, è stato professore di matematica ed informatica prima di iniziare ad operare per la diffusione del giocare con "lettere e cifre" (titolo di una rubrica che ha tenuto sul quotidiano La Stampa).
Ha collaborato con vari giornali e riviste, da Paese Sera a l'Unità; su Linus ha curato per 25 anni dal 1995 la rubrica di giochi Scherzi da Peres, che riprendeva l'esperienza dei Wutki.
Come enigmista si è dedicato particolarmente agli anagrammi ed è stato autore di rebus e di parole incrociate. Ha proposto annualmente, tramite Internet, una sfida denominata Il cruciverba più difficile del mondo. Per la forma ambigua e fuorviante delle sue definizioni, i suoi doppi sensi e l'uso di sigle e abbreviazioni, è assimilabile alla tradizione inglese del cryptic crossword.
Peres si è interessato all'utilità del computer in ambito anagrammatico, evidenziandone i limiti nella ricerca di frasi di senso compiuto. Nel 2002 ha infatti battuto, in una singolare sfida in più riprese, il Motore Anagrammatico del Gaunt programmato da Corrado Giustozzi.
Si è spento nella sua casa a Roma all’età di 76 anni, il 17 luglio 2022, per un tumore.

### Vita privata
Sposato con Susanna Serafini, aveva un figlio di nome Marco.

## Premi

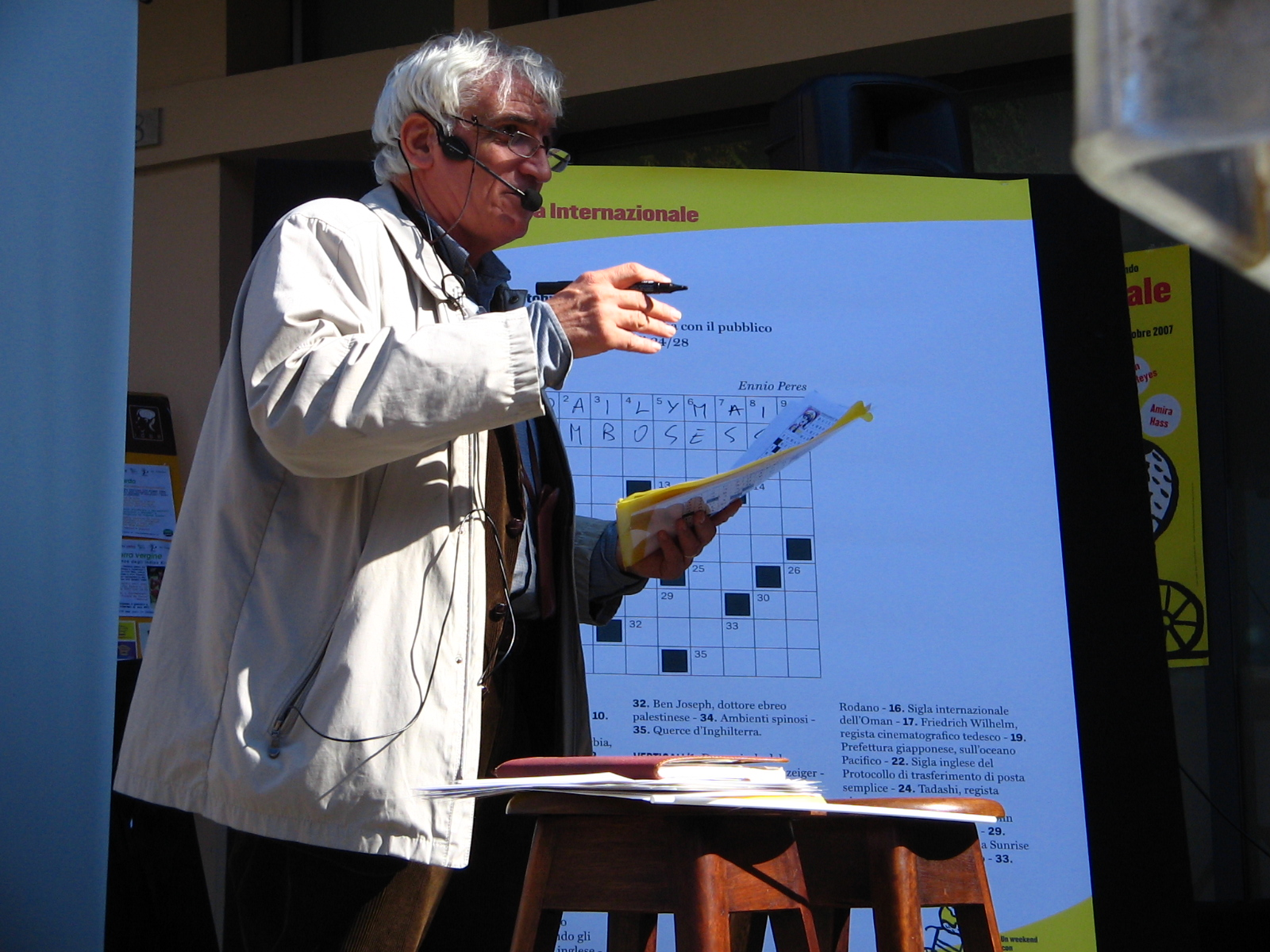
Ennio Peres al primo Festival di "Internazionale" a Ferrara

- 1983: premio Europa Tempo Libero, per l'organizzazione della manifestazione estiva Un'isola per giocArci, svoltasi presso l'Isola Tiberina di Roma.
- 1990: premio Ancora d'argento, nell'ambito del Premio Capri per l'Enigma, come autore del libro Rebus (Stampa Alternativa).
- 1998: premio Gradara Ludens come personaggio extraludico dell'anno.
- 2005: Premio Internazionale Pitagora sulla Matematica, per il migliore lavoro multimediale.
- 2006: premio Ludo Award, per il libro L'elmo della mente (Salani), scritto con Susanna Serafini; premio Personalità Ludica dell'Anno
- 2008: Trofeo ARI (Associazione Rebussistica Italiana), per la duplice immagine di autore e divulgatore dell'arte del Rebus.
- 2020: Premio alla Carriera - Lucca Games.[5]
- 2021: Primo classificato nella sezione "Testo inedito per una canzone" della XIV edizione del Premio Alberoandronico.

## Pubblicazioni
- Guida completa alla risoluzione del Cubo di Rubik (con Anna Cancellieri), Aigi, 1981
- Il cubo semplice e altri giochi (con Mario Barra), Savelli, 1982
- Giochi matematici, Editori Riuniti, 1986
- Così è se vi pare (con Susanna Serafini), Malvarosa, 1986
- Dai giochi matematici alla programmazione strutturata (con Riccardo Bersani), Sansoni, 1986
- Rebus, Stampa Alternativa, 1989
- Parole, numeri, logica e fantasia (con Susanna Serafini), Edizioni l'ed, 1990; seconda edizione All Around, 2024
- Giocando giocando, Libri di Ultime Notizie, 1996
- Giochi di parole e con le parole, Editrice Elle Di Ci, 1997
- Mille giochi con le parole (con Andrea Angiolino e Domenico Di Giorgio), Xenia Edizioni, 1998
- Matematica. Corso di sopravvivenza (con Riccardo Bersani), Ponte alle Grazie, 1998
- Febbre da gioco. Leggende e bugie in nome della matematica, Edizioni Avverbi, 2000
- Matematica. Corso di sopravvivenza - edizione tascabile (con Riccardo Bersani), TEA, 2002
- Enigmi geniali. 200 problemi da risolvere solo con un fulmineo... colpo di genio, L'Airone Editrice, 2004
- Fisica. Corso di sopravvivenza (con Stefano Masci e Luigi Pulone), Ponte alle Grazie, 2004
- L'Anagramma, L'Airone Editrice, 2005
- Il Sudoku di Peres (in quattro volumi con Riccardo Bersani), Baldini Castoldi Dalai, 2005
- 620 giochi per esercitare la mente (con Riccardo Bersani e Susanna Serafini), Baldini Castoldi Dalai, 2005
- Come diventare ricchi con i giochi d'azzardo - Metodo matematico garantito (sotto lo pseudonimo di Mister Aster), Avverbi, 2005
- Juegos de palabras y con las palabras (traduzione e adattamento: Rafael Hidalgo e Beatrice Parisi), Octaedro Editorial, Barcellona, Spagna, 2005
- L'elmo della mente. Manuale di magia matematica (con Susanna Serafini), Salani, 2006
- Concerto Pitagorico. Le basi matematiche della musica, Iacobelli, 2007
- Giochi matematici (ristampa anastatica della II edizione 1987), Editori Riuniti, 2007
- Didattica matematica di Emma Castelnuovo (con Susanna Serafini), con allegato Dvd: Emma Castelnuovo - Insegnare Matematica (a cura di Susanna Serafini), Iacobelli, 2008
- Scopone scientifico. Tutti i segreti di un gioco affascinante, con le famose regole di Chitarrella tradotte e commentate, L'Airone Editrice, 2008
- Enigmi geniali. 300 problemi da risolvere solo con un fulmineo... colpo di genio, L'Airone Editrice, 2008
- Win for Life - La tassa sulla speranza (con Riccardo Bersani), Iacobelli, 2009
- Un mondo di coincidenze - Curiosità, teorie e false credenze in merito ai capricci del Destino, Ponte alle Grazie, 2010
- Matematica. Corso di sopravvivenza - 2ª edizione (con Riccardo Bersani), Ponte alle Grazie, 2010
- Fisica. Corso di sopravvivenza - 2ª edizione (con Stefano Masci e Luigi Pulone), Ponte alle Grazie, 2010
- La mente che ricorda. Una memoria di ferro (libro+Dvd), 2ª uscita di Brain Trainer, I libri del Corriere della Sera, 2010
- La mente logica. Lavorare con le regole (libro+Dvd), 3ª uscita di Brain Trainer, I libri del Corriere della Sera, 2010
- La mente matematica. Calcolare è facile (libro+Dvd), 6ª uscita di Brain Trainer, I libri del Corriere della Sera, 2010
- La mente statistica. Probabile e improbabile (libro+Dvd), 7ª uscita di Brain Trainer, I libri del Corriere della Sera, 2010
- La mente strategica. Scelte e decisioni (libro+Dvd), 12ª uscita di Brain Trainer, I libri del Corriere della Sera, 2010
- La mente linguistica. Le parole per dirlo (libro+Dvd), 16ª uscita di Brain Trainer, I libri del Corriere della Sera, 2010
- La mente in palestra. L'enigmistica (libro+Dvd), 18ª uscita di Brain Trainer, I libri del Corriere della Sera, 2010
- L'Anagramma - 2ª edizione, L'Airone Editrice, 2010
- La mente in gioco - Istruzioni per l'uso, manuale allegato al gioco in scatola Brain Race, Clementoni, 2010
- Matematicaterapia - Come la Matematica può semplificarci la vita, Salani, 2011
- È l'Enigmistica, bellezza! - Lettere e cifre per allenare la mente, Ponte alle Grazie, 2012
- Matematica proverbiale - Concetti matematici nascosti tra le pieghe dei proverbi popolari (con Riccardo Bersani), Ponte alle Grazie, 2013
- I primi venti Cruciverba più difficili del mondo, realizzato in proprio, 2014
- Matematica per comuni mortali - Giochi, numeri curiosi, enigmi, paradossi, logica e strategia, Salani, 2017
- Corso di Enigmistica - Tecniche e segreti per ideare e risolvere rebus, anagrammi, cruciverba e altri giochi di parole, Carocci, 2018
- I primi ventiquattro Cruciverba più difficili del mondo, Iacobelli, 2018
- Zero Uno Infinito - Divertimenti per la mente (con Mario Fiorentini), Iacobelli, 2018
- Che cosa sono gli algoritmi, Salani, 2020
- Elogio dello Zero, Fefè Editore, 2022
- L'armonia dei numeri primi. Giochi matematici e nuove simmetrie creative (con Sergio Siminovich), Dedalo, 2024